# برونو لاژه
برونو میگل سیلوا دو ناسیمنتو (پرتغالی: Bruno Miguel Silva do Nascimento؛ زاده ۱۲ مهٔ ۱۹۷۶)، که با نام برونو لاژه (تلفظ پرتغالی:[ˈbɾunu ˈlaʒɨ] )  شناخته می‌شود، سرمربی فوتبال اهل پرتغال است.

## یادداشت
1. ↑  «لاژه» ادای احترامی به پدرش، فرناندو لاژه دو ناسیمنتو است.[۱][۲]